# Auchmuirbridge
Auchmuirbridge è un villaggio del Fife, Scozia, situato nelle vicinanze del fiume Leven.